# 普羅克特鎮區 (阿肯色州克里坦登縣)
普羅克特鎮區（英語：Proctor Township）是位於美國阿肯色州克里坦登縣的一個行政鎮區。

## 地方資料
普羅克特鎮區的面積為90.43平方千米，當中陸地面積為85.38平方千米，而水域面積為5.05平方千米。根據2010年美國人口普查的數據，當地共有人口942人，而人口密度為每平方千米10.42人。